# Jonas Karlsson (militär)
Jonas Karlsson, född 1967 i Alvesta, Kronobergs län är en svensk officer med tjänstegraden överste.

## Biografi
Karlsson avlade officersexamen vid Krigsskolan 1989 och utnämndes samma år till fänrik vid Jämtlands fältjägarregemente. Åren 1989–2005 tjänstgjorde Karlsson vid Jämtlands fältjägarregemente. Åren 2011–2013 var Karlsson chef för 21. ingenjörbataljon vid Göta ingenjörregemente. Åren 2013–2014 tjänstgjorde Karlsson internationell som chef för ett rådgivningsteam till den afghanska arméns ingenjörsskolan. Åren 2014–2018 tjänstgjorde Karlsson vid Högkvarteret där han arbetade med nationellt försvarsplanering. Åren 2018–2021 var Karlsson chef för Hemvärnets stridsskola. Den 17 juni 2021 meddelade Försvarsmakten att Karlsson utsetts till regementschef för Västernorrlands regemente. Från den 1 augusti 2021 till 15 januari 2022 tjänstgjorde han vid Arméstaben som arméchefens TFF. Den 16 januari 2022 tillträder han som chef för Västernorrlands regemente med ett förordnande längst till den 31 december 2025.